# Chinameca (Morelos)
Chinameca is een plaats in de Mexicaanse staat Morelos. De plaats heeft 2.797 inwoners (census 2005) en valt onder de gemeente Ayala.
Chinameca is vooral bekend als de plaats waar in 1919 Emiliano Zapata werd vermoord door kolonel Jesús Guajardo.